# Las Flores, Santiago Matatlán
Las Flores är en ort i Mexiko.   Den ligger i kommunen Santiago Matatlán och delstaten Oaxaca, i den sydöstra delen av landet, 400 km sydost om huvudstaden Mexico City. Las Flores ligger 1 978 meter över havet och antalet invånare är 148.
Terrängen runt Las Flores är varierad. Runt Las Flores är det mycket glesbefolkat, med 3 invånare per kvadratkilometer. Närmaste större samhälle är Tlacolula de Matamoros, 14,0 km norr om Las Flores. Trakten runt Las Flores består i huvudsak av gräsmarker.